# Dead Space 3
Dead Space 3 é um videojogo de acção/horror jogado na terceira pessoa, produzido pela Visceral Games. Foi anunciado na E3 2012 em Junho de 2012, é a sequência de Dead Space 2 de 2011 e o terceiro capítulo da série principal de Dead Space.
A história de Dead Space 3 ocorre no planeta gelado Tau Volantis, e tem como protagonistas Isaac Clarke e o Sargento John Carver na sua tentativa de acabar de vez com a ameaça dos Necromorph.
Dead Space 3 foi lançado para Xbox 360, PlayStation 3 e Microsoft Windows a 5 de Fevereiro de 2013 na América do Norte, 7 de Fevereiro de 2013 na Austrália e a 8 de Fevereiro de 2013 na Europa.

## Jogabilidade
Em Dead Space 3 os personagens dos jogadores, Isaac Clarke e John Carver, poderão rolar e protegerem-se de ataques. O novo movimento de desviar foi descrito pela Visceral Games como essencial, assim porque "pareciam estúpidos/terríveis se não o tivessem" e que têm estado a "fazer de Isaac mais responsivo" e que eles "querem que o horror venha das coisas terríveis que acontecem no jogo; não aquele horror de algo que se move devagar na tua direção e que podes disparar porque os controlos não prestam." O sistema de cobertura é descrito como 'orgânico' por natureza, porque o jogador não precisa de "caminhar para certos locais indicados e pressionar o botão de cobertura; Isaac e Carver fazem a ação quando é apropriada para a situação."
Para além dos Necromorphs, Dead Space 3 terá um enorme elenco de inimigos. Um exemplo é o Waster, do qual os seus ataques mudam dependendo da maneira como é desmembrado; outro é o Nexus, um gigante tipo-insecto que pode esmagar ou engolir um humano por inteiro. Outros obstáculos em Dead Space 3 incluem um novo inimigo humano, os soldados Unitologistas; e armadilhas de ambiente como máquinas que se destroem e uma enorme broca mineira.
Durante a Gamescom 2012 foi revelado num vídeo que Dead Space 3 tem um sistema próprio de criação de armas. Segundo a EA, a ideia é evidenciar as habilidades de engenheiro do protagonista Isaac Clarke.

### Cooperativo
Dead Space 3 tem um modo cooperativo de entrar/sair para a campanha, anunciado na conferencia de imprensa da Electronic Arts durante a E3 2012, afirmando que desbloqueará "mais detalhes da história e outros detalhes das mecânicas de jogo que apenas poderá ter se jogar com o personagem cooperativo, o Sargento John Carver."
Cada jogador terá experiências alternativas como resultado da demência do seu personagem. Por exemplo, o jogador que controlar Carver encontrará soldados de brinquedo num complexo biológico, enquanto que o jogador que controla Isaac não os irá ver. O cooperativo também colocará os jogadores em situações diferentes: por exemplo, quando Carver tenta abrir uma porta, fica de repente armadilhado na sua própria mente (situação similar a Dead Space 2), forçando Isaac a protege-lo de um súbito ataque de Necromorphs, até Carver se conseguir libertar.
Um produtor da Visceral Games também disse que "sempre tiveram a intenção de ter um modo cooperativo em Dead Space e citou que uma das inspirações foi System Shock 2, que também tem suporte cooperativo. Também notou que se o jogador decidir jogar sozinho, John Carver "pode aparecer em algumas circunstâncias (como outros NPC) mas durante a maior parte do jogo não está presente."

### Weapons Bench
The Bench, um sistema que melhorava as armas em Dead Space e Dead Space 2 foi redesenhado para um novo sistema com o nome Weapons Bench. Então, os jogadores poderão criar novas armas através de peças encontradas durante o jogo. A Weapons Bench dá de início duas ligações (uma ligação de uma-mão e outra de duas-mãos) onde os jogadores podem construir armas novas e até ligar duas armas: por exemplo, a Plasma Cutter e a Flamethrower. Alguns exemplos de armas são a pistola eléctrica de rebites ou o lançador de serras incendiárias.
Se o jogador não quiser construir uma arma a partir do zero, pode escolher a partir de modelos já pré-preparados, incluindo armas clássicas de Dead Space e Dead Space 2. As armas criadas também podem ser partilhadas no modo cooperativo.

## Sinopse
Depois do incidente Sprawl, Isaac e Ellie encontram o Sargento Carver, que sobreviveu a um ataque de Necromorph no planeta Uxor, e descobrem Tau Volantis, onde se encontra os destroços de uma colónia com 200 anos. Apercebendo-se de que estes colonos encontraram a "fonte" para aqui deterem os Necromorph, no entanto, acontece um acidente ao aterrarem no planeta; Ellie separa-se dos outros durante este processo. Como resultado, Isaac resolve salvá-la bem como o objectivo de parar os Markers. Muitos obstáculos o duo irá encontrar, incluindo um novo inimigo humano, os soldados Unitologist; catástrofes ambientais; e novas variantes dos Necromorph.

## Desenvolvimento
Em Setembro de 2011, um vídeo foi colocado via IGN sugerindo que Dead Space 3 estaria em produção. O vídeo mostrava arte em desenvolvimento do jogo. A Visceral Games também deixou escapar algumas informações sobre o jogo incluindo o cenário e a história. Em Maio de 2012 foi anunciado que um novo jogo Dead Space estava em produção e que seria lançado em Março de 2013. A Game Informer revelou uma imagem de Dead Space 3 que mostrava Isaac num fato de neve algures em Tau Volantis. O jogo foi mostrado na E3 2012 com a confirmação que seria lançado em Fevereiro de 2013.

## Recepção
Dead Space 3 recebeu geralmente análises positivas, conseguindo uma pontuação de 79/100 para Xbox 360 e de 78/100 para PlayStation 3 no Metacritic.
Game Informer deu ao jogo 9.75/10 afirmando que Dead Space 3 evolui a fórmula vencedora de um título, não só de uma série fantástica, mas também de um dos melhores jogos desta geração."
Polygon deu a jogo 9.5/10 dizendo, "Visceral apenas não estragou o jogo com o co-op — fê-lo sentir natural e em casa natural, e sem impacto na experiência para um jogador. Apenas isso poderia fazer de Dead Space 3 um sucesso. Mas o novo sistema de construção de armas, uma estrutura de níveis mais aberta e o co-op, fazem de Dead Space 3 um dos melhores jogos de acção em anos."
A GameSpot deu 8/10 dizendo, "Um jogo cheio de opções e flexibilidade, construído sobre os alicerces da série com novas ideias inteligentes, que te deixam viver a experiência ao teu estilo. Tem algumas notas baixas na história e luta por vezes quando está fora do núcleo do combate, mas Dead Space 3 é uma sequela emocionante e que vale a pena." Destructoid deu 8/10, afirmando que Dead Space 3 podia ter sido o melhor da série, e em muitos sentidos, ainda oferece à serie alguns dos momentos mais enérgicos, interessantes e emocionantes. As mudanças feitas ao jogo fizeram-lhe perder, inevitavelmente, um pouco do charme, não obstante, tornaram este jogo num passo abaixo em relação aos seus antecedentes."